# 2013-as magyar vívóbajnokság
A 2013-as magyar vívóbajnokság a száznyolcadik magyar bajnokság volt. A bajnokságot december 13. és 14. között rendezték meg Budapesten, a Gerevich Aladár Nemzeti Sportcsarnokban.

## Eredmények
| Versenyszám          | Arany                    | Arany | Ezüst                      | Ezüst | Bronz                                             | Bronz |
| -------------------- | ------------------------ | ----- | -------------------------- | ----- | ------------------------------------------------- | ----- |
| Férfi tőrvívás       | Szabados Gábor Építők SC |       | Szabados Kristóf Építők SC |       | Gátai Róbert MTKMátyás Bálint Törekvés SE         |       |
| Férfi párbajtőrvívás | Marosi Ádám BVSC         |       | Berta Dániel PTE-Pécsi EAC |       | Imre Géza Bp. HonvédSzényi Péter MTK              |       |
| Férfi kardvívás      | Lontay Balázs BVSC       |       | Decsi Tamás Kertvárosi VSE |       | Gémesi Csanád Gödöllői EACNagy Zsolt Vasas SC     |       |
| Női tőrvívás         | Knapek Edina Bp. Honvéd  |       | Varga Gabriella Bp. Honvéd |       | Pásztor Flóra Törekvés SESzalai Szonja Bp. Honvéd |       |
| Női párbajtőrvívás   | Szász Emese Vasas SC     |       | Tóth Hajnalka BVSC         |       | Bukócki Bianka BVSCRévész Julianna BVSC           |       |
| Női kardvívás        | Márton Anna BSE          |       | Mihalik Nóra BSE           |       | Gárdos Judit BSEVárhelyi Kata BVSC                |       |